# 呋塞米
呋塞米（INN：furosemide）著名商品名為 Lasix（來適泄），是一種袢利尿劑（環利尿劑），用於治療因心臟衰竭、肝硬化或腎病變引起的水腫，也可用於治療高血壓。
呋塞米商品名“Lasix”源于 last six (hours)——表明它能持续6小时作用。与其它袢利尿药一样，呋塞米能抑制髓袢升支粗段的Na+-K+-2Cl-共转运体，从而破坏正常的肾脏髓质的渗透压梯度，从而削弱髓袢降支细段对水的重吸收，从而增加尿液量。此外据文献，呋塞米还是一种非竞争性GABA-A亚型受体阻滞剂。
此藥物可經靜脈注射或口服方式給藥，也有皮下注射及肌肉注射製劑。靜脈注射只需5分鐘即可發揮效果，口服的則在一小時內就會被代謝，產生利尿作用的時間通常也在1小時內。 
使用後常見副作用有姿位性低血壓（一般發生在久坐起身或是從躺臥轉為站立時出現的暈眩）、耳鳴、對陽光過敏等，潛在的嚴重副作用則有電解質不平衡、低血壓以及喪失聽力。用藥期間，建議定時接受血液檢查（檢測血清電解質，特別是鉀含量、血清二氧化碳、肌酸酐、尿素氮及肝臟和腎臟的功能）。應密切注意血液惡病質發生的可能性 。 
呋塞米的作用機制是減少腎臟對鈉的再吸收。注射呋塞米常見的副作用有低血鉀、低血壓以及頭暈。由于容易导致低钾血症，袢利尿药逐渐与钾或保钾利尿药制成复合制剂联合应用。
呋塞米於1959年取得專利，並於1964年取得核准用於醫療用途，它已列名於世界衛生組織基本藥物標準清單之中，為基本醫療體系最重要的藥物之一。在開發中國家，單日劑量的批發價約在0.004到0.02美元左右，在美國，呋塞米以通用名藥物形式販售，單日劑量約在0.15美元之譜 。此藥物於2022年是美國排名第24最常受到開立的處方藥，累計處方箋的數量超過2,300萬張。它在2020/21年是國民保健署 (英格蘭)排名第20位最常被開立處方的藥物。因為呋塞米有遮蓋其他用藥痕跡之疑慮，世界反運動禁藥機構（WADA）將其列入體育禁藥名單。此外，呋塞米也被用來預防及治療賽馬用馬匹的運動型肺出血

## 醫療用途
- 水肿性疾病：包括充血性心力衰竭、肝硬化、肾脏疾病(肾炎、肾病及各种原因所致的急、慢性肾功能衰竭)；
- 高血压；
- 联合应用于脑/肺水肿有必要快速利尿时；
- 严重的高钙血症，与补水联合应用。

呋塞米主要用於治療水腫，在部分同時患有腎臟或心臟功能障礙的高血壓病例中也有應用。由於其有抗血管收縮和利尿雙重效果，對於大多數因充血性心臟衰竭引起的水腫患者，呋塞米通常被視為首選藥物 。然而有研究顯示托拉塞米在改善心臟衰竭症狀方面可能較呋塞米更有效，並有助於降低心臟衰竭再住院率，且兩者在死亡風險上並無顯著差異。此外托拉塞米也可能比呋塞米更安全。研究也發現讓心臟衰竭患者自行進行皮下注射呋塞米，能有效減少住院次數，進而大幅降低醫療支出。
呋塞米還可用於治療肝硬化、腎功能不全和腎病症候群。此外，在需要快速利尿的腦部或肺部水腫情況下，它也作為輔助療法（通常以靜脈注射方式給藥）。同時，呋塞米也與足夠的補水措施併用，以處理嚴重的高血鈣症。

### 腎臟疾病
對於患有低白蛋白血症的慢性腎臟疾病患者，通常會將呋塞米與白蛋白合用以促進排尿。這種組合也用於治療腎病症候群引起的水腫。

### 其他資訊
呋塞米主要經由腎臟的腎小管分泌排出。當個體的腎功能受損時，其清除率會降低，進而增加不良反應的風險。建議年長患者使用較低的起始劑量以減少副作用，而在腎衰竭患者中可能需要較高的劑量。
口服呋塞米後1小時內開始作用（靜脈注射後，藥效高峰在30分鐘內發生）。口服給藥後的利尿作用通常在6-8小時內完成，但個體間差異很大。

## 不良反應
呋塞米也可能因引起高尿酸血症而導致痛風。高血糖也是常見的副作用。
塞米容易導致血清鉀濃度過低，和所有袢利尿劑的作用相似，因此出現與鉀鹽或是保鉀利尿劑阿米洛利聯合的複方藥製劑（例如Co-amilofruse）。其他因使用呋塞米而可能發生的電解質異常有低血鈉、低氯血症、低鎂血症和低鈣血症。
許多針對心臟衰竭治療的研究指出，長期服用呋塞米可能會造成程度不一的腳氣病（硫胺（維生素B1）缺乏），因此建議同時進行補充硫胺。
呋塞米是一種已知的耳毒性藥物，主要是引起暫時性聽力喪失，但也有可能會造成永久性損害。研究顯示與呋塞米相關的聽力喪失案例似乎與快速靜脈注射、高劑量、合併腎臟疾病以及同時使用其他耳毒性藥物有關。然而，一項最新的長期追蹤研究發現，長期（超過10年）使用袢利尿劑的受試者，較未使用者的聽力喪失風險會顯著增加（40%），進行性聽力喪失的風險也增加33%。這提示袢利尿劑對聽力的長期影響可能比過去所認為的更嚴重，需要進行更多相關研究。
此外，使用呋塞米還需注意其腎毒性、磺胺類藥物過敏風險，以及大劑量可能導致游離甲狀腺激素作用增強。

## 交互作用
呋塞米可能與以下藥物產生交互作用：
- 乙醯水楊酸（阿斯匹靈）和其他水楊酸鹽
- 其他利尿劑（例如乙醯丁酸（英语：ethacrynic acid）、氫氯噻嗪）
- 與其他抗高血壓藥產生協同作用（例如多沙唑嗪（英语：doxazosin））
- 斯克拉非（又稱硫糖鋁）

呋塞米與下列藥物可能存在的危險交互作用：
- 鎮痛藥
- 抗心律不整藥
- 抗生素
- 抗憂鬱藥
- 抗癲癇藥（英语：Anticonvulsant）
- 抗真菌藥
- 抗高血壓藥
- 抗精神病藥
- 阿托莫西汀
- 強心苷
- 環孢素
- 含鋰藥物

## 作用機轉
呋塞米與其他袢利尿劑類似，作用機制是抑制位於亨利氏環上升支腔側的鈉鉀氯共轉運蛋白。呋塞米透過與此轉運蛋白結合，阻止對鈉、氯和鉀離子的再吸收，進而增加它們在尿液中的排泄量。
呋塞米對遠曲小管的作用不受碳酸酐酶或醛固酮抑制的影響，它同時也破壞腎臟皮髓質滲透梯度，並阻斷正性和負性無溶質水清除率。
此外，呋塞米也是一種非競爭性，且針對特定亞型的GABAA受體阻斷劑。研究顯示，在微摩爾濃度下， 呋塞米能可逆地拮抗α6β2γ2受體（一種GABAA受體亞型）引起的GABA電流，但對α6β2γ2受體沒影響。在人類發育過程中，微小的顆粒細胞（小腦顆粒神經元）中α6β2γ2 受體的表達增加，這與它們對呋塞米敏感性提高有關。

## 藥物動力學
- 生物利用度：47 – 70%
- 蛋白質結合率：91 – 99%[45]
- 排泄：
  - 60 – 90%經尿液[46][47][47]
  - 53.1 – 58.8%以藥物原形經尿液排泄[48]
  - 7 – 9%經糞便排泄[32]
  - 6 – 9%經膽汁排泄[47]
- 達到最大血藥濃度所需時間：
  - 靜脈注射 0.3小時[49]
  - 口服藥液 0.83小時[45]
  - 口服片劑 1.45小時[45]

食物對呋塞米口服製劑的藥物動力學沒有顯著影響。
尚未發現血漿中呋塞米濃度與其療效之間存在直接關係。療效取決於尿液中的藥物濃度。

## 名稱
此藥物的國際非專有藥名和英國藥典名稱均為"furosemide"。之前的英國藥典名稱為"frusemide"。
呋塞米於市場上的商品名稱眾多，如Aisemide、Apo-Furosemide、Beronald、Desdemin、Discoid、Diural、Diurapid、Dryptal、Durafurid、Edemid、Errolon、Eutensin、Farsiretic、Flusapex、Frudix、Frusemide、Frusetic、Frusid、Fulsix、Fuluvamide、Furantril、Furesis、Furix、Furo-Puren、Furon、Furosedon、Fusid.frusone、Hydro-rapid、Impugan、Katlex、Lasilix、Lasix、Lodix、Lowpston、Macasirool、Mirfat、Nicorol、Odemase、Oedemex、Profemin、Rosemide、Rusyde、Salix、Seguril、Teva-Furosemide、Trofurit、Uremide和Urex。

## 獸醫用途
呋塞米也被用來預防及治療賽馬的運動型肺出血。

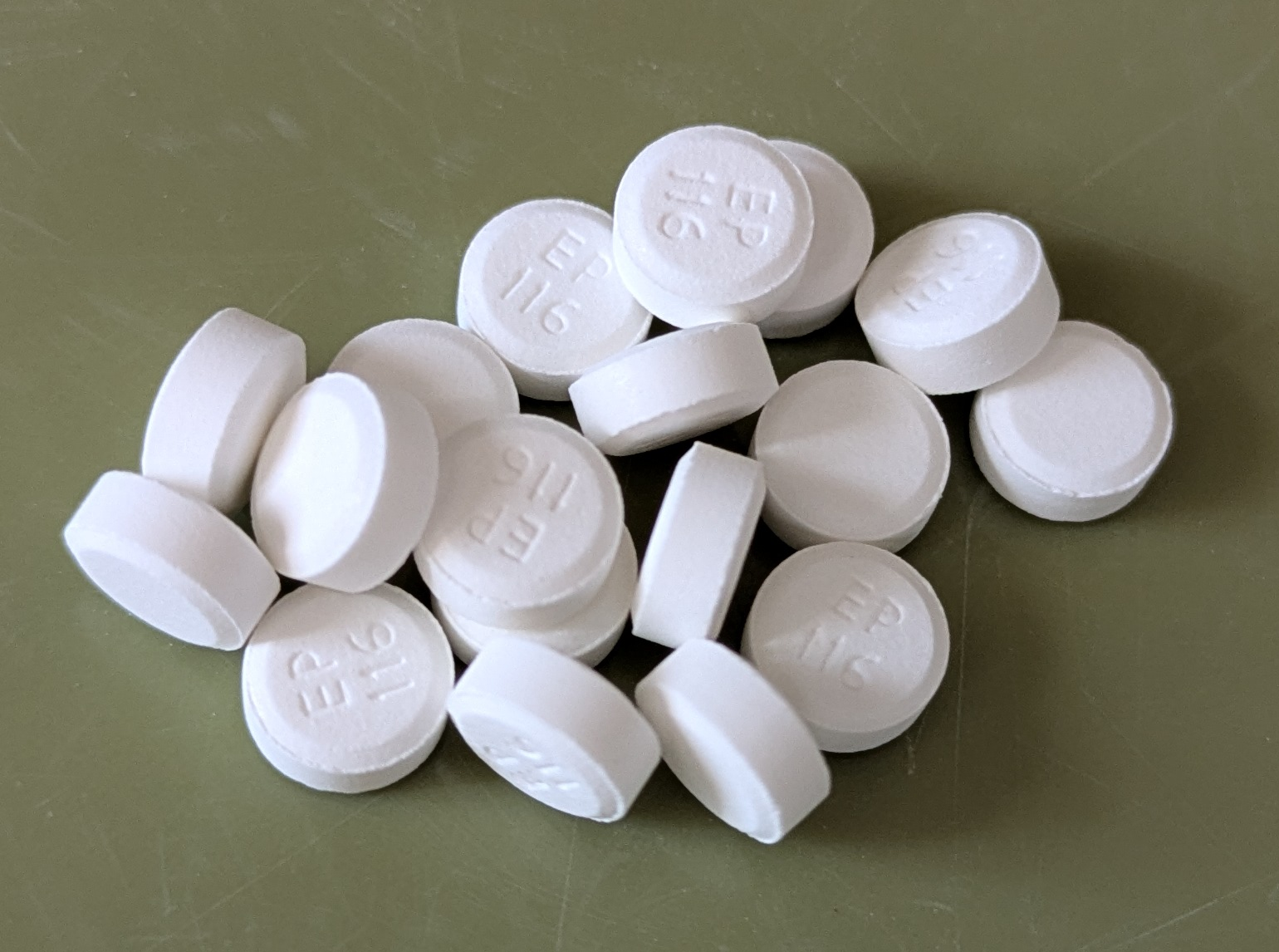
貓科用呋塞米片劑。

此藥物也用於治療馬匹的肺水腫、充血性心臟衰竭（與其他藥物合用）以及過敏反應。雖然它能增加腎臟的血液循環，但無助於改善腎功能，因此不建議用於治療腎臟疾病。
此外，它也用於治療貓和狗的充血性心臟衰竭（肺水腫、胸腔積液和/或腹水）。
馬匹注射呋塞米後，可持續36至72小時在其尿液中檢測到。大多數馬術組織都禁用此藥。
美國主要賽馬場禁止參賽的馬匹在比賽期間使用呋塞米。

## 延伸閱讀
- Aventis Pharma (1998). Lasix Approved Product Information. Lane Cove: Aventis Pharma Pty Ltd.
- Forney B. . Eclipse Press. 2007. ISBN 978-1-58150-151-3.

## 外部連結
- . MedlinePlus.
- Lasix and horse bleeding
- furosemide 40mg-國軍臺中總醫院 藥劑科